# Pivovar Ervěnice
Pivovar Ervěnice stával v zaniklé vesnici Ervěnice v okrese Most.

## Historie
Várečné právo získaly Ervěnice kolem roku 1502 a pivo se vařilo v různých domech. V roce 1571 prodal Kryštof z Karlovic panství, tehdy ještě bez pivovaru, Bohuslavovi staršímu z Michalovic. Některý člen rodu vladyků z Michalovic potom okolo roku 1586 v Ervěnicích založil panský pivovar. Vrchnost však v pivovaru nevařila, ale pronajímala ho za roční nájem pěti kop českých grošů. V roce 1586 došlo k rozdělení panství, jehož novým majitelem se stal Jan Jiří z Michalovic. Ten v roce 1592 odebral Ervěnicím všechna práva včetně práva várečného. V roce 1621 byla varná pánev prodána do novosedelskému pivovaru. Panský pivovar ovšem v provozu zůstal. Po Bílé hoře přišel Bohuslav mladší z Michalovic o panství, které v roce 1622 koupil Vilém mladší z Lobkovic. To je také poslední zmínka o pivovaru. Výroba piva byla přenesena do pivovaru v Novém Sedle. Další osud budov bývalého pivovaru není znám, pravděpodobně byly zbořeny spolu s obcí mezi lety 1959–1960. Je však možné, že ke zboření došlo dřív.